# Кріс Г'юз
Кріс Г'юз (англ. Chris Hughes; нар. 26 листопада 1983, Гікорі, Північна Кароліна) — американський підприємець, один із засновників найбільшої соціальної мережі Facebook.

## Біографія
Випускник Академії Філліпса в Ендовері, штат Массачусетс. Навчався в Гарварді. У 2006 році отримав диплом бакалавра з історії та літератури.
У 2004 році, ще будучи студентом, Кріс Г'юз спільно з Марком Цукербергом, Дастіном Московіцем і Едуардо Саверіном заснував соціальну мережу Facebook, яка згодом стала найбільшою в світі. Однак у 2007 році Хьюз приймає рішення піти з проекту, щоб взяти участь у передвиборній кампанії Барака Обами. Під час виборів президента США Кріс Г'юз займався розробкою сайту Барака Обами і веденням його соціально-інформаційної кампанії.
Після закінчення виборів у 2009 році працював у венчурній інвестиційній компанії General Catalyst Partners.
Заснував стартап Jumo, ідеєю якого є прагнення використовувати соціальні мережі в цілях створення ділових відносин між людьми і організаціями, що працюють над зміною світу.
Кріс Г'юз — відкритий гей. У січні 2011 року на прийомі, влаштованому на підтримку шлюбного рівноправності в Нью-Йорку, Кріс і його партнер оголосили про свої заручини, а 30 червня 2012 уклали шлюб.
У фільмі «Соціальна мережа» Кріса Г'юза грає актор Патрік Мепл.